# Batman (Fernsehserie)
Batman ist eine US-Fernsehserie aus den 1960er Jahren. Die Serie umfasste 120 Episoden mit einer Dauer von jeweils 25 Minuten. Die Hauptfiguren der Serie sind das „dynamische Duo“ Batman und Robin. 1976 wurde die Serie mit Ein Fall für Batman (Originaltitel: The New Adventures of Batman) in Zeichentrickform fortgesetzt, wobei die Zeichentrickfiguren im Original von den jeweiligen Schauspielern der Realserie gesprochen wurden.

## Allgemeines
Die Serie wurde zuerst auf dem US-amerikanischen Fernsehsender ABC in den Jahren 1966 bis 1968 ausgestrahlt. Der Sender benötigte eine spezielle Fernsehserie und hatte die Wahl zwischen drei Superhelden, die sie auf den Bildschirm bringen konnten: Superman, Dick Tracy und Batman, wobei man sich für letzteren entschied. Die Serie wurde anfangs sehr aufwendig und teuer produziert und feierte große Erfolge. Da gegen Ende der zweiten Staffel die Einschaltquoten schlechter wurden, wurde das Budget für die dritte Staffel gekürzt. Die Sets wurden spartanischer ausgestattet und die Besetzung wurde um Batgirl als neuen Charakter ergänzt. Diese sollte frischen Wind in die Serie bringen. Nach der dritten Staffel wurde diese dennoch abgesetzt.
1966 wurde ein Spielfilm mit dem Titel Batman hält die Welt in Atem mit der Originalbesetzung der Serie gedreht. In Deutschland wurde die Serie erstmals 1989 ausgestrahlt.

## Besetzung
Die Synchronisation der Serie wurde bei der Studio Hamburg Synchron nach einem Dialogbuch und unter der Dialogregie von Matthias Grimm erstellt. Dieser fungierte in der deutschen Fassung der Serie auch als Off-Erzähler der Handlung. In der Originalfassung übernahm Produzent William Dozier dies.
| Figur                     | Darsteller    | Deutscher Sprecher |
| ------------------------- | ------------- | ------------------ |
| Batman / Bruce Wayne      | Adam West     | Peter Kirchberger  |
| Robin / Dick Grayson      | Burt Ward     | Boris Tessmann     |
| Batgirl / Barbara Gordon  | Yvonne Craig  | Gabriele Libbach   |
| Alfred Pennyworth         | Alan Napier   | Hans Paetsch       |
| Commissioner James Gordon | Neil Hamilton | Lothar Grützner    |
| Chief O’Hara              | Stafford Repp | Harald Halgardt    |
| Tante Harriet Cooper      | Madge Blake   | Verena Wiet        |

| Figur                                     | Darsteller                                 | Deutscher Sprecher           |
| ----------------------------------------- | ------------------------------------------ | ---------------------------- |
| Joker                                     | Cesar Romero                               | Hans Sievers                 |
| Catwoman                                  | Julie Newmar (St. 1–2) Eartha Kitt (St. 3) | Monika Gabriel Katja Brügger |
| Der Pinguin                               | Burgess Meredith                           | Rolf Becker                  |
| Riddler                                   | Frank Gorshin John Astin (1 Ep.)           | Manfred Reddemann            |
| Mr. Freeze                                | George Sanders Otto Preminger Eli Wallach  | Peter Matic Thomas Schüler   |
| King Tut                                  | Victor Buono                               | Wolfgang Völz                |
| Egghead                                   | Vincent Price                              | Harald Dietl Rolf Jülich     |
| Shame                                     | Cliff Robertson                            | Günter König                 |
| Bookworm                                  | Roddy McDowall                             | Helmut Zierl                 |
| Louie The Lilac                           | Milton Berle                               | Eckart Dux                   |
| Chandell & Harry                          | Liberace                                   | Peter Aust                   |
| Mad Hatter                                | David Wayne                                | Horst Keitel                 |
| Clock King                                | Walter Slezak                              | Alexander Allerson           |
| Die Schwarze Witwe                        | Tallulah Bankhead                          |                              |
| False Face                                | Malachi Throne                             | Holger Mahlich               |
| The Archer                                | Art Carney                                 | Mogens von Gadow             |
| Minstrel                                  | Van Johnson                                | Claus Wilcke                 |
| Ma Parker                                 | Shelley Winters                            | Renate Pichler               |
| Marsha, Queen Of Diamonds                 | Carolyn Jones                              | Traudel Sperber              |
| Colonel Gumm                              | Roger C. Carmel                            | Andreas von der Meden        |
| Puzzler                                   | Maurice Evans                              | Horst Stark                  |
| Zelda Olga, die Kosaken-Königin           | Anne Baxter                                | Heidi Berndt                 |
| Sandman                                   | Michael Rennie                             | Henry Kielmann               |
| Nora Clavicle                             | Barbara Rush                               | Heidi Schaffrath             |
| Sirene                                    | Joan Collins                               | Ursula Heyer                 |
| Dr. Cassandra Spellcraft                  | Ida Lupino                                 |                              |
| Minerva                                   | Zsa Zsa Gabor                              | Ursula Vogel                 |
| Lord Marmaduke Fogg Lady Penelope Peasoup | Rudy Vallée Glynis Johns                   | Wolf Rahtjen Marianne Kehlau |
| Lola Lasagne                              | Ethel Merman                               | Ursula Vogel                 |
| Cabala                                    | Howard Duff                                | Joscha Fischer-Antze         |

## Handlung
Jede Folge hat prinzipiell denselben Ablauf:
Eine normale Geschichte beginnt immer damit, dass die Bösewichte ein Verbrechen begehen (Bankraub, Einbruch, Überfall etc.). Darauf folgt ein Schnitt ins Hauptquartier der Polizei, wo Commissioner Gordon mit Chief O’Hara darüber berät, welchem Verbrecher sie sich dieses Mal gegenübersehen. Gordon betätigt dann das Batphone, um Batman alias Bruce Wayne in Wayne Manor anzurufen. Dort nimmt Butler Alfred das Gespräch entgegen (das Batphone, ein roter Apparat mit Rufknopf, steht wie ein normales Telefon auf dem Schreibtisch in Bruce Waynes Arbeitszimmer!). Alfred beeilt sich, „Master Bruce“ und dessen Mündel Dick Grayson zu holen, die meistens gerade mit Tante Harriet beschäftigt sind (reden, Schach spielen etc.). Die beiden Helden verschwinden unter einem Vorwand im Arbeitszimmer, betätigen einen verborgenen Knopf in der Statuette von William Shakespeare, woraufhin sich das Bücherregal verschiebt und zwei Stangen, die Batpoles, zum Vorschein kommen. Bruce und Dick rutschen an diesen hinab in den Batcave, wo sie dank einer automatischen Ankleidevorrichtung in ihrer Helden-Kostümierung ankommen. Meistens folgt nun der Anfangstitel.
Im Batcave springen Batman und Robin ins Batmobil und fahren eilig in Commissioner Gordons Büro. In einem kurzen Gespräch finden die Helden heraus, wo das Versteck des Schurken ist bzw. worauf dieser es das nächste Mal abgesehen hat. Die Bösewichter setzen sich meist aus dem Hauptgegner, einer als Gangsterbraut fungierenden Frau (die auch meist einen zu Versteck, Thema oder Hauptgegner passenden Namen besitzt; ist der Gegner eine Frau, entfällt dieser Part) sowie mindestens zwei Handlangern zusammen. Der Unterschlupf befindet sich nahezu stets in stillgelegten oder geschlossenen Institutionen (Fabriken, Geschäfte, öffentliche Einrichtungen, …). Batman und Robin stellen den Bösewicht, werden aber zunächst in eine gemeine Falle gelockt. Häufig endet bei diesem Cliffhanger im Moment der größten Gefahr für die beiden Helden die Episode. Ansonsten können sich die Helden am Anfang der Folgeepisode in letzter Sekunde befreien und entkommen. Anschließend entlarvt das dynamische Duo den eigentlichen Plan der Ganoven und stellt diese bei der Ausführung. Schließlich kommt es im Finale zu einer großen Schlägerei, wobei der Schurke und seine Gang besiegt werden.
In der dritten Staffel wurde wegen sinkender Einschaltquoten Batgirl eingeführt, sie sollte mehr weibliche Fans für die Serie begeistern. Batgirl war Barbara Gordon, die Tochter von Commissioner Gordon. Nur Alfred wusste von ihrer geheimen Identität, sagte aber Batman und Robin nichts davon. Gleichzeitig wurde die Rolle der einfältigen Tante Harriet reduziert.

## Selbstironie der Serie
Die Serie zeigt einen nicht unerheblichen Teil an Selbstironie und viele Anspielungen auf die unbesiegbaren Serien- und Filmhelden, die Mitte der 1960er Jahre immer mehr im Kommen waren.
Die Ausrüstung des Batgürtels, dessen hilfreiche Gerätschaften wie z. B. der Baterang aus den Comics übernommen wurden, nimmt überdimensionale Ausmaße an. Mit welcher Gefahr Batman und Robin auch konfrontiert werden: der Batgürtel liefert das richtige Gegenmittel. Gegen einen festgebissenen Hai wird das Anti-Haifisch-Bat-Spray eingesetzt, gegen die Maschinengewehrsalven aus einem Trickregenschirm des Pinguins schützt ein aufklappbarer Bat-Panzerschild (mit ausreichend Platz für Batman und Robin); selbst bei Schnupfen bringt das Bat-Taschentuch Erleichterung. Viele dieser Gerätschaften sind Anspielungen gegenüber dem zu dieser Zeit immer populärer werdenden James Bond und dessen Waffen (Erfindungen von Q).
Selbst, wenn der Batgürtel einmal keine passende Gegenwehr gegen einen Superschurken bietet, ersannen die spitzfindigen Autoren weitere abstruse Ideen zur Rettung von Batman und Robin, wie die Bat-Thermounterwäsche gegen die Frostattacken von Supergegner Mr. Freeze oder Batmans säurebeständiger Umhang, um einem Bad in Schwefelsäure zu entgehen.
Ein anderes, stets wiederkehrendes Stilmittel, das aus den Bilder-Comics entlehnt ist, sind Lautmalungen: während der Schlägereien eingeblendete farbige Sprech-, Denk- und Geräuschblasen wie „OUCH!“, „BOING!“, „CRUSH!“, „SPLAT!“ …, um die filmische Handlung visuell zu dynamisieren.

## Ende der Serie
Am Ende der zweiten Staffel sanken die Einschaltquoten, und ABC sah sich gezwungen, Kosten zu sparen.
Bereits zu Beginn der dritten Staffel wurden die jeweiligen Handlungen gestrafft, was zur Folge hatte, dass die sonst auf zwei Episoden verteilten Doppelfolgen auf eine halbstündige Episode beschränkt wurden. Zudem gab es am Ende jeder Folge einen Hinweis auf den Hauptgegner in der kommenden Folge. Doppelepisoden wurden nur noch selten gedreht, zudem fuhr man die Zahl der Außendrehs auf ein Minimum zurück. Teilweise fanden Drehs zu eigentlich im Freien spielenden Szenen stattdessen in einem schwarzen und mit spärlichen Requisiten ausgestatteten Studio statt. In ähnlicher Weise wurde mit Innendrehs verfahren – die Sets wirkten durch die wenigen Accessoires regelrecht spartanisch. Alles in allem verstärkten die Neuerungen den Trash-Faktor der Serie noch um ein Vielfaches.
Es wurde außerdem geplant, Chief O’Hara und Robin ersatzlos zu streichen und aus Batgirl Batmans einzige Partnerin zu machen. Erfinder Dozier und Adam West sprachen sich aber dagegen aus, und so wurde die Show ganz abgesetzt. NBC wollte die Serie retten, aber die Kulissen wurden bereits abgerissen. Die Kosten für den Neubau der Kulissen waren NBC zu hoch; somit gab es keine Neuauflage der Serie.

## Sonstiges
- Für die Besetzung der Serie gingen die Produzenten diverse Optionen durch. Neben Adam West war auch Lyle Waggoner für den Part des Batman vorgesehen, Peter R. J. Deyell sollte Robin spielen. Beide konnten sich nach Probeaufnahmen aber nicht durchsetzen. Die Schauspielerin Mary Ann Mobley wurde für die Rolle als Batgirl in Erwägung gezogen. Auf Seiten der Gegenspieler plante man eine Zeitlang u. a. mit Spencer Tracy bzw. Mickey Rooney für den Part als Penguin, allerdings lehnten beide ab. Als Joker waren beispielsweise José Ferrer, Gig Young und Frank Sinatra im Gespräch, für die Rolle der Catwoman unter anderem Suzanne Pleshette.
- Robin sagt in jeder Episode mehrmals einen Satz mit dem Anfang „Heilige …“ und dem Ende „Batman“.
  - In Batman Forever sagt Chris O’Donnell „Heiliges rostiges Metall, Batman!“, was sehr an die typischen Sätze von Burt Ward erinnert. (Dabei ging der Witz in der deutschen Fassung verloren; im Film sagt Robin „Holey (=löchriges) rusted metal“, während Robin in der Serie stets „holy“ (=heilig) meinte.)
- Fast alle Gerätschaften der Helden sind mit Schildern beschriftet und haben alle den Zusatz „Bat-“, wie z. B. die „Batleiter“, „Batbürste“ oder die „Batschaufel“. Dies galt allerdings auch für den Rest ihres Serien-Universums: so waren u. a. Hinterausgänge von Gefängnisse und geheime Einstiegsluken entsprechend markiert.
- Das Batmobil ist eigentlich ein 1955er Lincoln Futura, der für die Serie umgebaut und optisch mit Superheldengimmicks aufgewertet wurde. Für die Dreharbeiten baute man insgesamt fünf Exemplare. Das Batmobil wurde außerdem von einem (nicht realen) Atomreaktor angetrieben. In der Serie verwies man ferner auf die Wichtigkeit von Sicherheitsgurten, obwohl die Anschnallpflicht in den USA erst 1968 eingeführt wurde. Aufgrund dessen wurden extra die Szenen gedreht, wo man sieht, dass Batman und Robin sich vor Fahrtantritt immer anschnallen.
- Während Batman und Robin Häuserwände entlang kletterten, treffen die beiden oft auf einige Gaststars (z. B. Jerry Lewis, Dick Clark, Bruce Lee, Sammy Davis Jr., Werner Klemperer, Ted Cassidy (Lurch aus der Addams Family) und Edward G. Robinson). Dies ging als „Batclimb“ in die Fernsehgeschichte ein.
- Cesar Romero weigerte sich, für die Rolle des Jokers seinen Schnurrbart abzurasieren, da dieser für sein Image als „Latin-Lover“ bezeichnend war. Also wurde der Bart schlicht mit weißer Schminke übertüncht.
- Riddler-Darsteller Frank Gorshin stand während der Dreharbeiten der zweiten Staffel nicht zur Verfügung – Gerüchten zufolge wegen Vertragsunstimmigkeiten. Da zumindest zwei Episoden Rätsel-Inhalte hatten, musste improvisiert werden: bei Riddlers Geheimwaffe (Batmans Anniversary/A Riddling Controversy) wurde sein Part von John Astin verkörpert. Und auch das Skript zu Über den Wolken (The Puzzles are coming/The duo is slumming) sah ursprünglich den Riddler als Batmans Gegner vor. Hier hingegen wurde Gorshins Rolle komplett gestrichen und stattdessen der von Maurice Evans verkörperte „Puzzler“ (eigentlich ein Bösewicht aus dem Superman-Universum) als einmaliger Gegenspieler eingeführt. Dabei schimmerte die Ursprungsidee immer wieder durch: Evans wirkte als Puzzler charakterlich wie der Riddler. Als sich Jim Carrey als Edward Nygma in Batman Forever ein Alias zulegen will, nennt er auch den Namen „Puzzler“.
- William Dozier und Howard Horowitz hatten beide Cameo-Auftritte in der allerletzten Episode der Serie.
- In der Serie traten viele zum damaligen Zeitpunkt noch unbekannte Schauspieler in kleineren Nebenrollen auf, unter anderem Jill St. John, Nancy Kovack, James Brolin, Grace Lee Whitney und Danny Aiello. Zudem kam es zu etlichen Gastauftritten bekannter Größen des Musik-Business: neben Liberace als Gegenspieler in Doppelrolle wirkte auch das bekannte Pop-Duo Chad & Jeremy in der Doppelfolge Der Stimmendiebstahl (The Cat’s Meow / The Bat’s Kow Tow) als sie selbst mit. Einen besonderen Part spielte die bekannte Sängerin Lesley Gore („It’s my Party“). Sie verkörperte „Pussycat“, eine der Gehilfinnen von Catwoman.
- Parallel zu „Batman“ wurden zur Produktionszeit viele andere bekannte Fernsehserien in den gleichen Studios gedreht, beispielsweise „Raumschiff Enterprise“, „Kobra, übernehmen Sie“ oder „Verrückter wilder Westen“. Daher wirkten einige der Darsteller vielfach in den genannten Serien mit.
- Tallulah Bankhead ist als Superschurkin „Black Widow“ in ihrer letzten Rolle zu sehen.
- Während der Dreharbeiten gab es Bestrebungen, den Bösewicht „Two-Face“ in die Serie zu integrieren. Allerdings nicht wie in den Comics als Alter Ego des entstellten Staatsanwaltes Harvey Dent, sondern als verkrüppelter Fernsehreporter, dem ein explodierter Studio-Scheinwerfer das Gesicht verunstaltet hat. Diese Planungen konnte nicht mehr realisiert werden, da die Serie eingestellt wurde. Interessant in diesem Zusammenhang: die Figur sollte angeblich von Clint Eastwood gespielt werden. Two-Face fand als Gegenspieler erst in den Kinofilmen von 1995 und 2008 eine Verwendung.
- Es wurden auch reale Kriminelle in der Serie angedeutet. „Ma Parker“, eine Gaunerin, die mit ihren Kindern Verbrechen begeht, wurde an Ma Barker angelehnt, die in den 1930ern in den USA einer echten Verbrecherfamilie vorstand.
- In der Doppelfolge Das falsche Gesicht (True or False Face/Super Rat Race) trat als Batmans Gegner „False Face“, ein Verbrecher mit wechselnden Maskeraden, dessen wahres Gesicht nie zu sehen war, auf. Um die Figur wurde im Vorfeld ein großes Geheimnis gemacht, da die Produktionsfirma offensichtlich Spannung um einen eventuell bedeutenden Schauspieler hinter der Maske erzeugen wollte. Daher war auch in den Anfangscredits statt des betreffenden Namens nur ein Fragezeichen zu sehen. Im Abspann wurde dann allerdings Malachi Throne, ein bekannter Nebendarsteller, als Darsteller von False Face enthüllt. Throne ist zudem unmaskiert als eine von False Face Maskeraden zu sehen.
- In der Doppelfolge Die grüne Hornisse (A Piece Of The Action / Batman’s Satisfaction) kommt es zu einem Crossover mit der Serie The Green Hornet. Van Williams und Kung Fu-Legende Bruce Lee alias Green Hornet & Kato treffen als Verbrecherjäger auf ihre „Kollegen“ des dynamischen Duos. Zunächst von Batman für Schurken gehalten raufen sich dann beide Seiten zusammen.
- Der Bösewicht „Clock King“ wurde aus den Green-Arrow-Comics übernommen.
- Catwoman-Darstellerin Julie Newmar stieg nach dem Ende der zweiten Staffel aus der Serie aus und wurde durch Eartha Kitt ersetzt. Für die vorletzte Episode der Serie, Dr. Cassandras Hexenküche, in der alle wichtigen Gegner Batmans Cameo-Auftritte haben (dabei allerdings nicht von ihren Original-Darstellern gespielt wurden) wurde Catwoman dann allerdings wieder Julie Newmar nachempfunden.
- Magde Blake, die Darstellerin der Tante Harriet, erlitt gegen Ende der zweiten Staffel eine schwere Erkrankung, weshalb sie die Serie vor Drehbeginn der dritten Staffel verließ. Allerdings absolvierte sie in dieser Staffel zwei Gastauftritte: in der Episode „Ring frei für den Riddler“ sowie dem Dreiteiler „Nebel über Londinium“.
- Die Titelmelodie der Serie wurde in dem bekannten Arcade-Game City Connection verwendet.
- Hans Sievers, die deutsche Stimme des Jokers, spricht auch in der Batman-Zeichentrickserie den Part des „Clownprinzen des Verbrechens“. Auch Rolf Becker sprach den Pinguin in beiden Serien. Gleiches gilt für Manfred Reddemann (Riddler). Dies liegt vermutlich auch daran, dass beide Serien vom selben Synchronregisseur, Matthias Grimm, bearbeitet wurden.
- Die Originalkulisse der Polizeiwache und des Gerichtsgebäudes steht bis heute in den Warner Brothers Studios in Hollywood.
- Im englischen Original nahmen Adam West und Burt Ward ihre Rollen als Batman/Bruce Wayne bzw. Robin/Dick Grayson, in der Zeichentrickfortsetzungsserie Ein Fall für Batman wieder auf. Nach der Einstellung der kurzlebigen Serie Ein Fall für Batman übernahm Adam West zudem im englischen Original in den letzten beiden Super-Friends-Staffeln Super Friends: The Legendary Super Powers Show (1984/85) und The Super Powers Team: Galactic Guardian (1985/86) die Synchronisation von Batman. Auch die deutsche Fassung von Ein Fall für Batman hat die Original-Synchronsprecher aller in der Serie auftretenden Figuren.
- Wegen eines Rechtsstreit zwischen 20th Century Fox und Time Warner wurde die Serie erst im November 2014 auf Blu-Ray und DVD veröffentlicht.
- In der 9. Folge der fünften Staffel der Serie Supergirl, Krise der Parallelerden – Teil 1 von 2019 ist Burt Ward als der gealterte Dick Grayson zu sehen, der mit einem Hund in Gotham City spazieren geht und „Heilige rote Himmel des Todes“ ruft. Dabei wird Erde 66 als Schauplatz der Serie genannt.

## Wiedervereinigung
2003 wurde Jahrzehnte nach dem Ende der Serie für das amerikanische Fernsehen das Fernsehspecial Return to the Batcave: The Misadventures of Adam and Burt gedreht. In dem Film spielen die in die Jahre gekommenen Adam West und Burt Ward sich selbst. Sie werden kurzfristig mit einer gefälschten Einladung von einem auffällig kichernden Unbekannten auf eine karitative Veranstaltung gelockt, bei der das Original-Batmobil aus den 1960er Jahren versteigert werden soll. Als während der Veranstaltung das Batmobil gestohlen wird, nimmt sich das ehemalige dynamische Duo selbst der Sache an und macht sich auf die Suche danach. Dabei müssen sie sich an die Produktionszeit der Serie zurückerinnern, um Hinweise über das Verbrechen zu finden. Die Rückblenden reichen vom Casting bis zur Absetzung der Serie und bieten einen amüsanten Einblick hinter die Kulissen der Serie. Neben West und Ward wirken in dem Special, das die damalige Serie parodiert und auf die Schippe nimmt, auch Ur-Riddler Frank Gorshin sowie die Catwoman-Darstellerinnen Julie Newmar und Lee Meriwether mit.
Der Film wurde unter dem Titel Auf den Spuren von Batman für das damalige Premiere (heute Sky Deutschland) synchronisiert; West wurde hierbei von Heiko Grauel und Ward von Linus Kraul gesprochen.